# 1022
| [ Edytuj tabelę ]              |                                                    |
| Książę Polski                  | - 992 Bolesław I Chrobry 1025                      |
| Król Angkoru                   | - 1010 Surjawarman I 1048                          |
| Król Anglii                    | - 1014 Knut Wielki 1035                            |
| Hrabia Aragonii i król Nawarry | - 1000 Sancho III Wielki 1035                      |
| Hrabia Barcelony               | - 1017 Berengar Rajmund I 1035                     |
| Książę Bawarii                 | - 1005 Henryk V 1026                               |
| Książę Burgundii               | - 1016 Henryk I 1032                               |
| Cesarz Bizancjum               | - 976 Bazyli II Bułgarobójca 1025                  |
| Cesarz Chin                    | - 997 Song Zhenzong 1022 - 1022 Song Renzong 1063  |
| Książę Czech                   | - 1012 Oldrzych 1033                               |
| Król Danii                     | - 1018 Knut Wielki 1035                            |
| Władca Egiptu                  | - 1021 Az-Zahir 1036                               |
| Król Francji                   | - 996 Robert II Pobożny 1031                       |
| Król Gruzji                    | - 1014 Jerzy I 1027                                |
| Hrabia Holandii                | - 993 Dirk III 1039                                |
| Cesarz Japonii                 | - 1016 Go-Ichijō 1036                              |
| Kalif                          | - 991 Al-Kadir 1031                                |
| Hrabia Kastylii                | - 1017 Garcia II Sanchez 1029                      |
| Król Kastylii                  | - 1000 Sancho III 1035                             |
| Wielki książę Kijowa           | - 1019 Jarosław Mądry 1054                         |
| Patriarcha Konstantynopola     | - 1019 Eustacjusz 1025                             |
| Władca Korei                   | - 1009 Hyŏnjong 1031                               |
| Król Leónu                     | - 999 Alfons V 1028                                |
| Król Norwegii                  | - 1016 Olaf II Haraldsson 1028                     |
| Hrabia Palatynatu              | - 994 Ezzon 1034                                   |
| Papież                         | - 1012 Benedykt VIII 1024                          |
| Hrabia Portugalii              | - 1017 Nuno I i Ilduara Mendes 1028                |
| Cesarz rzymski (niemiecki)     | - 1014 Henryk II 1024                              |
| Książę Saksonii                | - 1011 Bernard II 1059                             |
| Król Szkocji                   | - 1005 Malcolm II 1034                             |
| Król Szwecji                   | - 995 Olof Skötkonung 1022 - 1022 Anund Jakub 1050 |
| Doża Wenecji                   | - 1009 Otton Orseolo 1026                          |
| Król Węgier                    | - 1000 Stefan I Święty 1038                        |

Rok 1022 / MXXII
stulecia: X wiek ~
XI wiek ~
XII wiek

lata: 1012 «
1017 «
1018 «
1019 «
1020 «
1021 «
1022
» 1023
» 1024
» 1025
» 1026
» 1027
» 1032

## Wydarzenia w Polsce
- Polska utraciła Brześć nad Bugiem i ziemie po południowej stronie rzeki.

## Zmarli
- 12 marca – Symeon Nowy Teolog, bizantyjski poeta i mnich chrześcijański (ur. 949)
- 23 marca – Zhenzong, cesarz Chin z dynastii Song (ur. 968)
- 20 listopada – Bernward z Hildesheim, biskup Hildesheim, święty katolicki (ur. ok. 960)